# Ремнезуб Грэя
Ремнезуб Грея (лат. Mesoplodon grayi) — морское млекопитающее из рода ремнезубы (Mesoplodon).

## История изучения
Вид был впервые описан в 1876 году Юлиусом фон Хаастом, немецким геологом и исследователем Новой Зеландии. Имя виду было дано в честь британского зоолога Джона Эдуарда Грея. Описание базировалось на трёх черепах, которые фон Хааст получил в 1875 году от Уильяма Худа, который, в свою очередь, получил их от особей, выбросившихся на берег на острове Чатем летом 1874-75 года.

## Внешний вид и строение
Ремнезуб Грэя — элегантный представитель рода, может достигать до 6 метров в длину, и весит около тонны. Жировая подушка на лбу, служащая для эхолокации, сильно выпирает над вытянутым клювом, а сам клюв достаточно заострённый по сравнению с другими клюворыловыми. Окраска - светлая снизу и тёмная сверху, клюв белый вне зависимости от пола. Женские особи в целом светлее и имеют дополнительные белые отметины рядом с половыми органами.
У данного вида имеются зубы не только на нижней, но и на верхней челюсти. Верхние зубы расположены рядами по 17-22 зубов (согласно наблюдениям, однако точные данные отсутствуют). Нижние зубы маленькие, треугольные, растут далеко от переднего конца челюсти, и присутствуют только у мужских особей. Неясно точно, почему только у ремнезуба Грея присутствуют верхние зубы, возможно, они используются, чтобы удерживать добычу.

## Распространение
Встречаются в водах Новой Зеландии, юга Австралии, Южной Африки, Патагонии, Фолклендских островов, архипелага Чатем. Отдельные экземпляры попадались вблизи Голландии и Калифорнии. Обычно ремнезубов Грея наблюдают на глубине около двух километров. Точные сведения о состоянии и численности вида скудны из-за отсутствия исследований, но предполагается, что ремнезубы Грея достаточно многочисленны.

## Образ жизни
Для ремнезуба Грэя предполагается стадный образ жизни. Иногда эти животные собираются в крупные стада численностью до 28 особей, но чаще их группы включают 5-8 особей. Есть сведения, что данный вид чаще всего выбрасывается на берег, по сравнению с остальными китами Новой Зеландии.

## Промысловое значение и угрозы
Ремнезуб Грэя не представляет промысловой ценности. Данные киты никогда не становились объектами целенаправленной охоты, и не бывали пойманы в рыболовные сети, однако, как и остальные киты, включены в меморандумы по защите (en:West African Aquatic Mammals Memorandum of Understanding, en:Pacific Islands Cetaceans Memorandum of Understanding). 